# Onay Pineda
Onay Pineda Alvarado (nacido el 16 de junio de 1989) es un exfutbolista profesional mexicano, jugó como defensor y milito en Gallos Blancos de Querétaro FC, Club León, Lobos BUAP y Cafetaleros. Se retiró del fútbol mexicano por diversas lesiones.

## Carrera de club

### Querétaro Fútbol Club
Pineda debutó en la Liga MX el 2 de abril de 2011 en un partido contra San Luis. Onay Pineda se retiró del campo de juego debido a una lesión en el pie que no sanó bien.

## Vida personal
Su hermano menor, Orbelín Pineda, también es futbolista profesional y juega como mediocampista para el AEK Atenas de Grecia, es seleccionado nacional con México.